# Кина на Светском првенству у атлетици на отвореном 2022.
Кина је учествовала на 18. Светском првенству у атлетици на отвореном 2022. одржаном у Јуџину  од 15. до 25. јула осаммнаести пут, односно, учествовала је на свим првенствима до данас. Репрезентацију Кине је представљало 46 такмичара (19 мушкараца и 27 жене) који су се такмичили у 23 дисциплина (10 мушких и 13 женских).,
На овом првенству Кина је по броју освојених медаља заузела 5. место са 6 освојене медаља (две златне, једна сребрна и три бронзане). У табели успешности према броју и пласману такмичара који су учествовали у финалним такмичењима (првих 8 такмичара) Кина је са 13 учесника у финалу дели 6. место са 63 бодова.
| Плас. | Земља | 1. место | 2. место | 3. место | 4. место | 5. место | 6. место | 7. место | 8. место | Бр. финал. | Бод. |
| ----- | ----- | -------- | -------- | -------- | -------- | -------- | -------- | -------- | -------- | ---------- | ---- |
| =6.   | Кина  | 2        | 1        | 3        | 1        | 2        | 2        | 1        | 1        | 13         | 63   |

## Учесници
| Мушкарци: - Бингтјен Су — 100 м, 4х100 м - Џенје Сје — 200 м, 4х100 м - Гуођен Дунг — Маратон - Шаохуеј Јанг — Маратон - Ђенхуа Пенг — Маратон - Венђуен Сје — 110 м препоне - Синћанг Танг — 4х100 м - Гуанфенг Чен — 4х100 м - Кајхуа Ванг — 20 км ходање - Лихунг Цуеј — 20 км ходање - Ђуен Џанг — 20 км ходање - Сјангхунг Хе — 35 км ходање - Јангбен Џакси — 35 км ходање - Хао Сју — 35 км ходање - Бокај Хуанг — Скок мотком - Ванг Ђанан — Скок удаљ - Чангџоу Хуанг — Скок удаљ - Јаминг Џу — Троскок - Јаођинг Фанг — Троскок | Жене: - Манћи Ге — 100 м, 4х100 м - Сјаођинг Љанг — 100 м, 4х100 м - Дешуен Џанг — Маратон - Џисјуен Ли — Маратон - Ђадје Мо — 400 м препоне - Шуангшуанг Сју — 3.000 м препреке - Хе Ли — 4х100 м - Јунгли Веј — 4х100 м - Шиђе Ћејанг — 20 км ходање, 35 км ходање - Хунг Љу — 20 км ходање - Џенсја Ма — 20 км ходање - Куанминг Ву — 20 км ходање - Маоцуо Ли — 35 км ходање - Ламеј Јин — 35 км ходање - Ђавен Лу — Скок увис - Ли Линг — Скок мотком - Хуејђин Сју — Скок мотком - Чуенге Њу — Скок мотком - Лиђао Гунг — Бацање кугле - Ђајуен Сунг — Бацање кугле - Линжу Џанг — Бацање кугле - Бин Фенг — Бацање диска - На Луо — Бацање кладива - Ђангјен Ли — Бацање кладива - Ђе Џао — Бацање кладива - Љу Шијинг — Бацање копља - Лу Хуејхуеј — Бацање копља |

## Освајачи медаља (6)

### Злато (2)
- Ванг Ђанан — Скок удаљ
- Бин Фенг — Бацање диска

### Сребро (1)
- Лиђао Гунг — Бацање кугле

### Бронза (3)
- Јаминг Џу — Троскок
- Шиђе Ћејанг — 20 км ходање
- Шиђе Ћејанг — 35 км ходање

## Резултати

### Мушкарци
| Атлетичар                                          | Дисциплина    | Лични рекорд | Квалификације    | Квалификације  | Полуфинале            | Полуфинале           | Финале                | Финале       | Детаљи |
| Атлетичар                                          | Дисциплина    | Лични рекорд | Резултат         | Место          | Резултат              | Место                | Резултат              | Место        | Детаљи |
| -------------------------------------------------- | ------------- | ------------ | ---------------- | -------------- | --------------------- | -------------------- | --------------------- | ------------ | ------ |
| Бингтјен Су                                        | 100 м         | 9,83 НР      | 10,35 кв         | 5. у гр. 2     | 10,30                 | 8. у гр. 2           | Нису се квалификовали | 23 / 67 (71) |        |
| Џенје Сје                                          | 200 м         | 19,88 НР     | 20,30 (.298) КВ  | 3. у гр. 7     | 20,41                 | 5. у гр. 3           | Нису се квалификовали | 15 / 44 (49) |        |
| Гуођен Дунг                                        | Маратон       | 2:08:28      |                  |                |                       |                      | 2:11:14 ЛРС           | 20 / 54 (63) |        |
| Шаохуеј Јанг                                       | Маратон       | 2:11:19      | 2:11:56          | 31 / 54 (63)   |                       |                      |                       |              |        |
| Ђенхуа Пенг                                        | Маратон       | 2:09:57      | 2:16:12 ЛРС      | 45 / 54 (63)   |                       |                      |                       |              |        |
| Венђуен Сје                                        | 110 м препоне | 13,17        | 13,58 (.577)     | 4. у гр. 2     | Није се квалификовао  | Није се квалификовао | Није се квалификовао  | 25 / 38 (40) |        |
| Синћанг Танг, Џенје Сје, Бингтјен Су, Гуанфенг Чен | 4 х 100 м     | 37,79 НР     | 38,83 (.825) НРС | 5. у гр. 1     |                       |                      | Нису се квалификовали | 12 / 13 (16) |        |
| Кајхуа Ванг                                        | 20 км ходање  | 1:16:54 НР   |                  |                |                       |                      | 1:21:41 ЛРС           | 13 / 43 (45) |        |
| Лихунг Цуеј                                        | 20 км ходање  | 1:17:52      | 1:22:17          | 14 / 43 (45)   |                       |                      |                       |              |        |
| Ђуен Џанг                                          | 20 км ходање  | 1:17:39      | 1:24:35          | 24 / 43 (45)   |                       |                      |                       |              |        |
| Сјангхунг Хе                                       | 35 км ходање  | 2:29:35 НР   | 2:24:45 НР, ЛР   | 5 / 40 (50)    |                       |                      |                       |              |        |
| Јангбен Џакси                                      | 35 км ходање  | 2:31:09      | 2:28:56 ЛР       | 15 / 40 (50)   |                       |                      |                       |              |        |
| Хао Сју                                            | 35 км ходање  | 2:31:48      | 2:29:55 ЛР       | 17 / 40 (50)   |                       |                      |                       |              |        |
| Бокај Хуанг                                        | Скок мотком   | 5,75         | 5,50             | 11. у гр. Б    |                       |                      | Није се квалификовао  | 24 / 29 (33) |        |
| Ђенан Ванг                                         | Скок удаљ     | 8,47         | 7,98 кв          | 3. у гр. Б     | 8,36 ЛРС              |                      |                       |              |        |
| Чангџоу Хуанг                                      | Скок удаљ     | 8,33         | 7,75             | 10. у гр. А    | Нису се квалификовали | 22 / 29 (32)         |                       |              |        |
| Јаминг Џу                                          | Троскок       | 17,57        | 17,08 кв         | 2. у гр. А     | 17,31 ЛРС             |                      |                       |              |        |
| Јаођинг Фанг                                       | Троскок       | 17,17        | Није стартовао   | Није стартовао | Није се квалификовао  | Није се квалификовао |                       |              |        |

### Жене
| Атлетичарка                            | Дисциплина       | Лични рекорд | Квалификације       | Квалификације | Полуфинале            | Полуфинале            | Финале                | Финале       | Детаљи |
| Атлетичарка                            | Дисциплина       | Лични рекорд | Резултат            | Место         | Резултат              | Место                 | Резултат              | Место        | Детаљи |
| -------------------------------------- | ---------------- | ------------ | ------------------- | ------------- | --------------------- | --------------------- | --------------------- | ------------ | ------ |
| Манћи Ге                               | 100 м            | 11,04        | 11,17 кв            | 5. у гр. 2    | 11,13 (.126)          | 7. у гр. 2            | Није се квалификовала | 15 / 49      |        |
| Сјаођинг Љанг                          | 100 м            | 11,13        | 11,25               | 5. у гр. 1    | Није се квалификовала | Није се квалификовала | Није се квалификовала | 25 / 49      |        |
| Дешуен Џанг                            | Маратон          | 2:27:01      |                     |               |                       |                       | 2:28:11               | 11 / 32 (41) |        |
| Џисјуен Ли                             | Маратон          | 2:26:15      | 2:31:20 ЛРС         | 22 / 32 (41)  |                       |                       |                       |              |        |
| Ђадје Мо                               | 400 м препоне    | 54,89        | 57,01               | 6. у гр. 4    | Није се квалификовала | Није се квалификовала | Није се квалификовала | 31 / 36 (37) |        |
| Шуангшуанг Сју                         | 3.000 м препреке | 9:30,39      | 9:39,17 ЛРС         | 10. у гр. 1   |                       |                       | Нису се квалификовале | 32 / 42      |        |
| Хе Ли Манћи Ге Јунгли Веј Сјаођинг Љан | 4 х 100 м        | 42,23 НР     | 42,93               | 4. у гр.1     | 9 / 16                |                       | Нису се квалификовале |              |        |
| Шиђе Ћејанг                            | 20 км ходање     | 1:24:45      |                     |               |                       |                       | 1:27:56               |              |        |
| Хунг Љу                                | 20 км ходање     | 1:24:27      | 1:29:00 ЛРС         | 5 / 36 (41)   |                       |                       |                       |              |        |
| Џенсја Ма                              | 20 км ходање     | 1:27:46      | 1:30:39             | 10 / 36 (41)  |                       |                       |                       |              |        |
| Куанминг Ву                            | 20 км ходање     | 1:27:24      | 1:31:44             | 13 / 36 (41)  |                       |                       |                       |              |        |
| Шиђе Ћејанг                            | 35 км ходање     | 2:43:06 НР   | 2:40:37 АЗР, НР, ЛР |               |                       |                       |                       |              |        |
| Маоцуо Ли                              | 35 км ходање     | 2:45:46      | 2:44:28 ЛР          | 7 / 35 (41)   |                       |                       |                       |              |        |
| Ламеј Јин                              | 35 км ходање     | 2:49:38      | 2:46:02 ЛР          | 10 / 35 (41)  |                       |                       |                       |              |        |
| Ђавен Лу                               | Скок увис        | 1,92         | 1,75                | 14. у гр. А   |                       |                       | Није се квалификовала | 28 / 29 (30) |        |
| Ли Линг                                | Скок мотком      | 4,72 НР      | 4,35 кв, ЛРС        | 7. у гр. А    | 4,60 ЛРС              | 6 / 27 (29)           |                       |              |        |
| Хуејђин Сју                            | Скок мотком      | 4,70         | 4,50 кв             | 1. у гр. А    | 4,30                  | 13 / 27 (29)          |                       |              |        |
| Чуенге Њу                              | Скок мотком      | 4,60         | 4,20                | 13. у гр. Б   | Није се квалификовала | 26 / 27 (29)          |                       |              |        |
| Лиђао Гунг                             | Бацање кугле     | 20,58        | 19,51 КВ, ЛРС       | 2. у гр. Б    | 20,39 ЛРС             |                       |                       |              |        |
| Ђајуен Сунг                            | Бацање кугле     | 20,38        | 19,08 КВ            | 12. у гр. А   | 19,57                 | 6 / 29                |                       |              |        |
| Линжу Џанг                             | Бацање кугле     | 18,70        | 17,54               | 10. у гр. А   | Није се квалификовала | 19 / 29               |                       |              |        |
| Бин Фенг                               | Бацање диска     | 66,00        | 64,01 КВ            | 3. у гр. А    | 69,12 ЛР              |                       |                       |              |        |
| На Луо                                 | Бацање кладива   | 75,02        | 71,36 кв            | 4. у гр. А    | 70,42                 | 8 / 30                |                       |              |        |
| Ђангјен Ли                             | Бацање кладива   | 74,47        | 70,50               | 8. у гр. А    | Нису се квалификовале | 14 / 30               |                       |              |        |
| Ђе Џао                                 | Бацање кладива   | 72,93        | 68,18               | 10. у гр. Б   | Нису се квалификовале | 21 / 30               |                       |              |        |
| Љу Шијинг                              | Бацање копља     | 67,29        | 63,86 КВ            | 2. у гр. Б    | 63,25                 | 4 / 27 (29)           |                       |              |        |
| Лу Хуејхуеј                            | Бацање копља     | 67,98 НР     | 57,59 ЛРС           | 7. у гр. А    | Није се квалификовала | 16 / 27 (29)          |                       |              |        |